# Scharnitzpas
De Scharnitzpas of Scharnitzer Klause is een 955 m.ü.A. hoge grensovergang tussen de Duitse deelstaat Beieren en de Oostenrijkse deelstaat Tirol. De "pas" is echte bergpas, maar vormt een vernauwing van het dal van de Isar. Deze vernauwing werd vernoemd naar het Tiroler dorp Scharnitz dat net ten zuiden van de pas gelegen is. De pas scheidt het Wettersteingebergte in het westen van het Karwendelgebergte in het oosten en is gelegen, tussen Mittenwald en Seefeld in Tirol. Op de pasovergang komen de Oostenrijkse rijksweg Seefelder Straße (B177) en de Duitse Bundesstraße 2 samen. Nabij de pasovergang, waarover ook de treinen van de Mittenwaldspoorlijn lopen, bevinden zich de ruïnes van de voormalige vesting Porta Claudia.
Arlberg · Bielerhöhe · Brenner · Fern · Flexen · Gerlos · Großglockner · Hahntennjoch · Katschberg · Kühtai · Pfitscherjoch · Plöcken · Radstädter Tauern · Reschen · Seefeld · Sölk · Staller Sattel · Timmelsjoch · Triebener Tauern · Turracherhöhe · Zeinis